# Kościół Świętych Apostołów w Kolonii

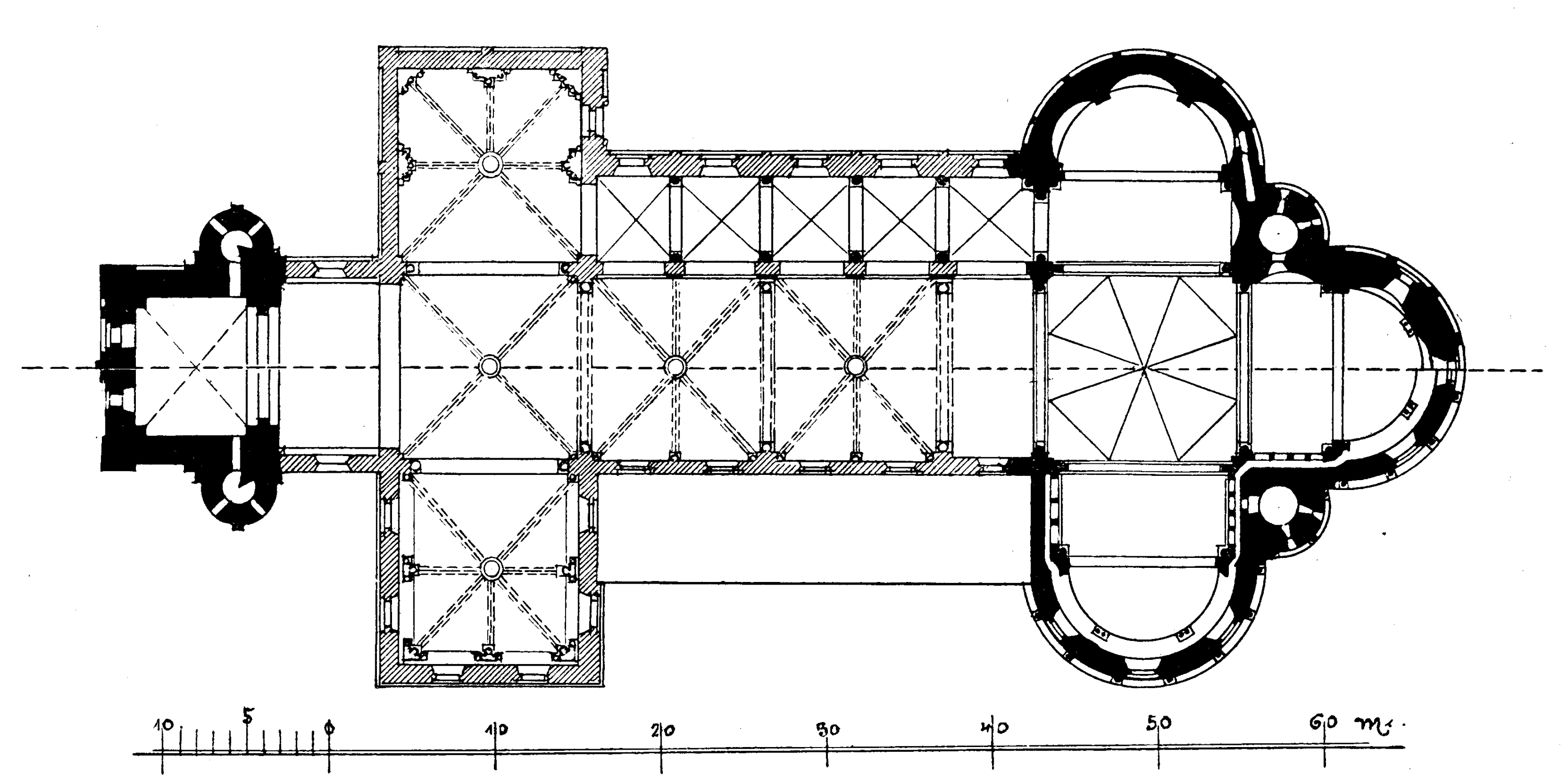
Rzut przyziemia kościoła

Kościół Świętych Apostołów w Kolonii (niem Sankt Aposteln) – jeden z dwunastu romańskich kościołów w Kolonii, zlokalizowany przy Nowym Rynku (Neumarkt) w zachodniej części Starego Miasta. Będąca niegdyś kolegiatą świątynia stanowi ważny przykład architektury romańskiej w Niemczech, reprezentuje charakterystyczny dla Dolnej Nadrenii typ przestrzenny o układzie treflowym. Pomimo burzliwej historii i poważnych zniszczeń w wyniku działań wojennych budowla zachowała swoją pierwotną architekturę, natomiast wystrój wnętrza jest syntezą średniowiecznej i współczesnej plastyki. 

## Historia
Kościół Świętych Apostołów należy do najstarszych świątyń Kolonii. Jego metryka sięga IX wieku. Prawdopodobnie w roku 827  powstała, położona poza murami miasta, niewielka świątynia pod wezwaniem Dwunastu Apostołów. Pierwsza wzmianka o kościele pochodzi z 965, wspomina o niej arcybiskup koloński Bruno. Około 980 roku świątynię przejęli kanonicy z pobliskiego kościoła Św. Urszuli. Za czasów salickich i urzędu arcybiskupa Pilgrima (1021–1036) po roku 1021 podjęto budowę nowego kościoła. Wzniesiono masyw zachodni z aneksami po bokach, za nim prostokątny chór zachodni, od wschodniej strony powstała trójprzęsłowa, trójnawowa bazylika bez wydzielonego prezbiterium, które było zamknięte prostokątnie. 
Kolejne prace budowlane podjęto dopiero w okresie panowania Hohenstaufów. Około 1200–1220 w wyniku zniszczeń spowodowanych przez pożar (1192) zmieniono układ przestrzenny części wschodniej, prezbiterium zamknięto półkoliście, ściany boczne zamknięto w podobny sposób, zaś przęsło podwyższono wieńcząc go kopułą na oktagonalnym bębnie. Odtąd liturgię sprawowano nie w zachodniej, lecz we wschodniej części świątyni. Ponadto rozbudowano zachodnią część nie naruszając starszego zrębu, wzniesiono monumentalną, wielokondygnacyjną wieżę zachodnią. Od strony południowej powstały trzy skrzydła zabudowań przeznaczonych dla kanoników skupione wokół wirydarza. W latach 1786/1787 zmieniono okna naw bocznych.
W 1802 roku zniesiono status kolegiaty, na rzecz kościoła parafialnego, w 1827 ostatecznie rozebrano zabudowania kanonickie. Pomiędzy latami 1872–1891 dokonano gruntownej restauracji kościoła, przywracając jednolity romański charakter, wnętrze otrzymało jednolity wystrój, w tym dekorację mozaikową na ścianach i sklepieniach.
Podczas II wojny światowej, w latach 1942–1944 kościół był kilkakrotnie bombardowany przez siły RAF-u. Zniszczeniu uległy wszystkie dachy i większość sklepienia, zanotowano liczne wyrwy w murach lateralnych, głównie w górnej części wieży zachodniej, a wnętrze spłonęło.
Odbudowa trwała do roku 1975, a w 1993 ukończono prace nad nowym wystrojem wnętrza. Ściany pokryto nowoczesną polichromią pędzla kolońskiego malarza Hermanna Goddfrieda nawiązującą do wątków Apokalipsy św. Jana.
W 2005 zawieszono na wieży nowy wielki dzwon dedykowany papieżowi Janowi Pawłowi II, inauguracja dzwonu miała miejsce wraz z rozpoczęciem XX Światowych Dni Młodzieży prowadzonych przez jego następcę Benedykta XVI.

## Architektura
Kościół składa się z trzech zasadniczych części, zachodniego chóru, korpusu nawowego i chóru wschodniego o układzie treflowym. Zachodni chór jest dwuprzęsłowy przy czym szersze przęsło krzyżuje się z nawą poprzeczną, której boki tworzą przęsła o podobnej wielkości, co przęsło środkowe. Od zachodu przylega westwerk. Do XIII wieku część ta stanowiła miejsce sprawowania liturgii. Wszystkie przęsła nakryte są sklepieniem krzyżowo-żebrowym. Poniżej środkowej części chóru znajduje się trójnawowa krypta o trzech przęsłach.
Trójnawowy korpus nawowy w formie bazylikowo-emporowej składa się z trzech przęseł opartych na systemie wiązanym, polegającym na dwudzielności danego przęsła, stąd każdemu przęsłowi nawy głównej odpowiadają dwa w nawach bocznych. Porządek ten konsekwentnie powtarzają niskie empory usytuowane ponad nawami bocznymi. Wschodnie przęsło jest o połowę krótsze od pozostałych. Zgodnie z porządkiem systemu wiązanego nawa główna nakryta jest sklepieniem sześciodzielnym wspartym na półkolumnach. Mniejsze przylegają do filarów empor, większe do masywnych prostokątnych filarów międzynawowych. Tym samym zastosowano alternację filarów międzynawowych; jedynie do filarów oddzielających przęsła przylegają półkolumny. Ponad emporami ściany są przeprute oknami o półkolistym zamknięciu. 
Chór wschodni stanowi najbardziej wyodrębniony element kościoła, choć szerokość odpowiada proporcjom korpusu nawowego. Każdy z trzech boków ma jednolite wymiary i jest zamknięty półkoliście.

## Wystrój wnętrza
W zakresie odbudowy kościoła jemu wnętrzu nadano częściowo współczesny wystrój. We wschodniej części ściany zostały pokryte malowidłami kolońskiego malarza i witrażysty Hermanna Gottfrieda. Ponadto współczesny charakter ma część ołtarzowa (ołtarz, tabernakulum i pulpit do czytania Ewangelii).
We współczesnym retabulum zostały wtórnie umieszczone gotyckie, pełnoplastyczne figury Dwunastu Apostołów z ok. 1330 roku. W północnej konsze wisi barokowy obraz Męczeństwo Świętej Katarzyny pędzla Johanna Wilhelma Pottgießera. Zachował się zespół barokowych rzeźb. W pobliżu przy wschodnim filarze korpusu znajduje się drewniana figura Św. Jana Nepomucena z XVIII wieku, zaś naprzeciwko marmurowa rzeźba arcybiskupa Kolonii Św. Heriberta dłuta Johanna Josefa Imhoffa (1739–1802). W korpusie nawowym figura Archanioła Michała, zaś w chórze zachodnim zespół rzeźb przedstawiających Czternastu Świętych Wspomożycieli z XV–XVIII w. Przy wejściu do korpusu nawowego rzeźby Świętych Piotra i Pawła dłuta wspomnianego Imhoffa. 
Oprócz rzeźb ołtarza głównego średniowieczny wystrój tworzą dzieła skupione w zachodnim chórze. Najstarszym jest chrzcielnica z ok. 1200 roku. Późnogotycka figura Chrystusa w typie ecce homo pochodzi z ok. 1450 jest dziełem Tilmana von der Burchs. Wielkie retabulum ołtarzowe z ok. 1500 ma formę tryptyku z dekoracją rzeźbiarsko-architektoniczną przedstawiającą Madonnę z Dzieciątkiem i sceny z życia Chrystusa i Maryi. 

## Dzwony
Na zachodniej wieży wisi siedem dzwonów. Największy z nich a zarazem najmłodszy odlano na pamiątkę pontyfikatu papieża Jana Pawła II inicjatora Światowych Dni Młodzieży. Stąd też dzwon po raz pierwszy wybił podczas inauguracji XX ŚDM, które miały miejsce w sierpniu 2005 r. Dzwon ten należy do największych w Kolonii, jest największym po Dzwonie Św. Piotra i Pretiosie (oba w katedrze oraz po Bourdonie (kościół Św. Kuniberta). 
Dzwon Maria został przelany w 1938 ze starego dzwonu datowanego na rok 1507. Z trzech zabytkowych dzwonów na miejscu (d1–es1–f1) zachowały się dwa, trzeci Adauctusglocke (Św. Adaukt) z 1507 r. (a1), obecnie wisi w kościele St. Amandus w Rheinkassel (dzielnica Kolonii). Dzwon Św. Józef (b2) wisi w południowej wieży chórowej.
 Bije on o godzinie 16:45 wraz z dzwonami kościołów Św. Piotra i antonianów.
| Lp. | Nazwa        | Rok odlania | Ludwisarz                   | Średnica (mm) | Masa (kg) | Dźwięk (16tel) | Funkcja                                                                     |
| 1   | Jan Paweł II | 2005        | Hans Göran Hüesker, Gescher | 2180          | 6700      | g0 −7          | dzwoni w święta kościelne, obwieszcza początek pontyfikatu i śmierć papieża |
| 2   | Görres       | 1927        | Werner Hüesker              | 1800          | 3800      | b0 –2          | dzwoni na pamiątkę śmierci Chrystusa (15 godz. co tydzień)                  |
| 3   | Salwator     | 1507 (?)    | Johann von Andernach        | 1590          | 2700      | d1 −9          | dzwoni podczas pogrzebów                                                    |
| 4   | Maria        | 1938 (?)    | Hans Hüesker                | 1300          | 1350      | es1 –4         | dzwoni na Anioł Pański i nabożeństwa różańcowe                              |
| 5   | Felix        | (1507)      | Johann von Andernach        | 1120          | 860       | f1 –1          | dzwoni na roraty                                                            |
| 6   | Franziskus   | 1927        | Werner Hüesker              | 1080          | 810       | ges1 +4        | dzwoni na Anioł Pański, obwieszcza chrzest                                  |
| 7   | Joseph       | 1983        | Florence Hüesker            | 450           | 60        | b2 –1          | dzwon za konających                                                         |